# Coppa Internazionale 1933-1935
La terza edizione della Coppa Internazionale venne disputata tra il 1933 e il 1935. Venne disputato un girone all'italiana tra le cinque squadre coinvolte nel torneo. Fu vinta dall'Italia.

## Formula
Fu confermata la formula della precedente edizione con un girone unico all'italiana in cui le squadre si incontravano in gare di andata e ritorno.
Venivano assegnati due punti per la vittoria, uno per il pareggio e zero per la sconfitta.

## Risultati
| Arbitro: | Louis Baert |

|  |           |                              |
|  | Marcatori | 35’, 60’ Schiavio 75’ Meazza |

| Arbitro: | Louis Baert |

|                          |           |  |
| Ferrari 41’ Schiavio 44’ | Marcatori |  |

| Arbitro: | Hans Frankenstein |

|                                 |           |  |
| Avar 7’, 77’ Minelli 66’ (aut.) | Marcatori |  |

| Arbitro: | Stanley Rous |

|  |           |           |
|  | Marcatori | 43’ Borel |

| Arbitro: | Louis Baert |

|                                                       |           |                        |
| Ferrari 8’ Pizziolo 44’ Orsi 55’ Meazza 49’ Monti 66’ | Marcatori | 21’ Bossi 38’ Kielholz |

| Arbitro: | René Mercet |

|                        |           |                                  |
| Guaita 48’ (rig.), 55’ | Marcatori | 19’, 23’, 55’ Zischek 28’ Binder |

| Arbitro: | Stanley Rous |

|                        |           |                            |
| Bossi 58’ Kielholz 68’ | Marcatori | 16’, 76’ Bican 46’ Kaburek |

| Arbitro: | Francesco Mattea |

|                    |           |                 |
| Sobotka 2’ Puč 42’ | Marcatori | 30’, 56’ Sárosi |

| Arbitro: | Rinaldo Barlassina |

|                    |           |               |
| Binder 4’ Vogl 31’ | Marcatori | 59’, 86’ Čech |

| Arbitro: | Rinaldo Barlassina |

|                           |           |             |
| Sárosi 34’, 47’ Toldi 48’ | Marcatori | 17’ Zischek |

| Arbitro: | Walter Lewington |

|                   |           |                  |
| Kielholz 14’, 41’ | Marcatori | 45’, 58’ Nejedlý |

| Arbitro: | Gustav Krist |

|                                   |           |  |
| Kaburek 3’ Skoumal 6’ Zischek 46’ | Marcatori |  |

| Arbitro: | Peco Bauwens |

|                           |           |           |
| Horák 8’ Nejedlý 37’, 89’ | Marcatori | 48’ Bösch |

| Arbitro: | Walter Lewington |

|  |           |                |
|  | Marcatori | 51’, 81’ Piola |

| Praga 14 aprile 1935, ore 16:00 CEST | Cecoslovacchia     | 0 – 0 referto | Austria | Letenský Stadion (30 000 spett.)\| Arbitro: \| Rinaldo Barlassina \| |
| Arbitro:                             | Rinaldo Barlassina |               |         |                                                                      |

| Arbitro: | Walter Lewington |

|                                                  |           |                      |
| Jäck 8’ Kielholz 21’, 35’, 57’, 63’ Abegglen 40’ | Marcatori | 59’, 72’ (rig.) Cseh |

| Arbitro: | John Langenus |

|            |           |  |
| Markos 60’ | Marcatori |  |

| Arbitro: | Karl Wunderlin |

|                                |           |                                    |
| Bican 7’, 11’, 58’ Hofmann 66’ | Marcatori | 6’ Toldi 8’, 30’ Vincze 21’ Sárosi |

| Arbitro: | Pedro Escartín |

|                |           |           |
| Horák 52’, 80’ | Marcatori | 75’ Pitto |

| Arbitro: | Hans Wüthrich |

|                          |           |                 |
| Colaussi 69’ Ferrari 70’ | Marcatori | 79’, 43’ Sárosi |

## Classifica finale
| Pos. | Squadra        | Pt | G | V | N | P | GF | GS | DR  |
| ---- | -------------- | -- | - | - | - | - | -- | -- | --- |
| 1.   | Italia         | 11 | 8 | 5 | 1 | 2 | 18 | 10 | +8  |
| 2.   | Austria        | 9  | 8 | 3 | 3 | 2 | 17 | 15 | +3  |
| 3.   | Ungheria       | 9  | 8 | 3 | 3 | 2 | 17 | 16 | +1  |
| 4.   | Cecoslovacchia | 8  | 8 | 2 | 4 | 2 | 11 | 11 | +0  |
| 5.   | Svizzera       | 3  | 8 | 1 | 1 | 6 | 13 | 24 | -11 |

## Formazione campione
Luigi Allemandi,
Luigi Bertolini,
Felice Borel,
Umberto Caligaris,
Renato Cattaneo,
Renato Cesarini,
Carlo Ceresoli,
Gino Colaussi,
Gianpiero Combi,
Giordano Corsi,
Raffaele Costantino,
Attilio Demaria,
Ricardo Faccio,
Giovanni Ferrari,
Enrique Guaita,
Anfilogino Guarisi,
Ernesto Mascheroni,
Giuseppe Meazza,
Luis Monti,
Eraldo Monzeglio,
Raimundo Orsi,
Silvio Piola,
Alfredo Pitto,
Mario Pizziolo,
Roberto Porta,
Virginio Rosetta,
Angelo Schiavio,
Pietro Serantoni
Commissario Tecnico: Vittorio Pozzo

## Statistiche

### Classifica marcatori
| Gol |  |  | Giocatore        | Squadra        |
| --- |  |  | ---------------- | -------------- |
| 7   |  |  | Leopold Kielholz | Svizzera       |
| 7   |  |  | György Sárosi    | Ungheria       |
| 5   |  |  | Josef Bican      | Austria        |
| 4   |  |  | Oldřich Nejedlý  | Cecoslovacchia |